# N.F.-Board
National Football Board (NF-Board) je međunarodna nogometna federacija koja okuplja nogometne federacije i entitete koji nisu članovi FIFA-e. 
Utemeljena je 12. prosinca 2003., NF Board je apolitička organizacija s ciljem promicanja sportskih događanja. Prvo svjetsko prvenstvo pod pokroviteljstvom NF Board-a (Viva World Cup) odigrano je u Oksitaniji u studenom 2006. godine. Pobjednik je bila reprezenatcija Laponije koja je u finalu pobijedila Monako rezultatom 21:0. 
Pokretač i trenutni generalni tajnik NF-Boarda je Luc Misson. Među članovima NF Boarda (od ukupno 24) su reprezentacije Zapadne Sahare, Monaka, Sjevernog Cipra, Tibeta, Zanzibara, Čečenije, Grenlanda, reprezentacija Roma, a od 23. ožujka 2006. u status članice primjena je i Virtualna Slobodna Država Rijeka.

## Članovi
| ID      | Član               | Dodijeljen privremen status | Dodijeljen partnertski status | Dodijeljeno članstvo |
| ------- | ------------------ | --------------------------- | ----------------------------- | -------------------- |
| FA00000 | Zapadna Sahara     | 12. prosinca 2003.          | -                             | -                    |
| FA00001 | Monako             | -                           | -                             | 12. prosinca 2003.   |
| FA00002 | Laponija           | -                           | -                             | 12. prosinca 2003.   |
| FA00003 | Sjeverni Cipar     | 12. prosinca 2003.          | -                             | 25. ožujka 2006.     |
| FA00004 | Tibet              | 12. prosinca 2003.          | -                             | 25. ožujka 2006.     |
| FA00005 | Otoci Chagos       | 12. prosinca 2003.          | -                             | 25. ožujka 2006.     |
| FA00006 | Zanzibar           | 19. svibnja 2004.           | -                             | -                    |
| FA00007 | Somaliland         | 19. svibnja 2004.           | -                             | 30. rujna 2006.      |
| FA00008 | Čečenija           | 11. lipnja 2005.            | -                             | -                    |
| FA00009 | Donja Saska        | 11. lipnja 2005.            | 25. ožujka 2006.              | -                    |
| FA00010 | Republika Saugeais | 11. lipnja 2005.            | 25. ožujka 2006.              | -                    |
| FA00011 | Oksitanija         | 11. lipnja 2005.            | -                             | 25. ožujka 2006.     |
| FA00012 | Romi               | 11. lipnja 2005.            | -                             | 25. ožujka 2006.     |
| FA00013 | Sealand            | 11. lipnja 2005.            | 25. ožujka 2006.              | -                    |
| FA00014 | Zapadna Papua      | 11. lipnja 2005.            | -                             | 30. rujna 2006.      |
| FA00015 | Južni Maluku       | 11. lipnja 2005.            | -                             | 30. rujna 2006.      |
| FA00016 | Južni Kamerun      | 11. lipnja 2005.            | -                             | 30. rujna 2006.      |
| FA00017 | Grenland           | 13. listopada 2005.         | -                             | 25. ožujka 2006.     |
| FA00018 | Kiribati           | 10. prosinca 2005.          | -                             | -                    |
| FA00019 | Rijeka             | -                           | -                             | 25. ožujka 2006.     |
| FA00020 | Masai              | 25. ožujka 2006.            | -                             | -                    |
| FA00021 | Uskršnji otoci     | 30. rujna 2006.             | -                             | -                    |
| FA00022 | Yap                | 31. srpnja 2007.            | -                             | -                    |
| FA00023 | Valonija           | 31. srpnja 2007.            | -                             | -                    |
| FA00024 | Casamance          | 28. rujna 2007.             | -                             | -                    |
| FA00025 | Gozo               | 28. rujan 2007.             | -                             | -                    |
| FA00026 | Padanija           | 10. prosinca 2007.          | -                             | -                    |

- Trenutačno se razmtraju članstva Provanse, Aramejaca i Kurdistana.

- Zapadna Sahara - samoproglašena, međunarodno nepriznata republika, na teritorij polaže pravo Maroko
- Monako - nezavisna država
- Laponija - nepriznati teritorijalni entite, na području Norveške, Švedske, Finske i Rusije
- Sjeverni Cipar - samoproglašena, međunarodno nepriznata država, Cipar
- Tibet - autonomno područje, Kina
- Otoci Chagos - Britansko prekomorsko područje
- Zanzibar - federalna jedinica, Tanzanija
- Somaliland - samoproglašena, međunarodno nepriznata država, Somalija
- Čečenija - samoproglašena, međunarodno nepriznata država, Rusija
- Donja Saska - nepriznati teritorijalni entitet, Njemačka
- Republika Saugeais - samoproglašena, međunarodno nepriznata država, Francuska
- Oksitanija - nepriznati teritorijalni entitet, dio Italije, Francuske, Španjolske i Monaka
- Romi - etnička skupina
- Sealand - samoproglašena, međunarodno nepriznata država u Sjevernom moru
- Zapadna Papua - samoproglašena, međunarodno nepriznata država, Indonezija
- Južni Maluku - samoproglašena, međunarodno nepriznata država, Indonezija
- Južni Kamerun - nepriznati teritorijalni entitet, Kamerun
- Grenland - autonomni teritorij, Danska
- Kiribati - neovisna država
- Rijeka - virtualna slobodna država, Hrvatska
- Maaai - etnička skupina
- Uskršnji otoci - skupina otoka pod upravom Čilea
- Yap - skupina otoka pod upravom Mikronezije
- Valonija - federalna jedinica, Belgija
- Casamance - regija, Senegal
- Gozo - otok pod upravom Malte
- Padanija - sjeverna Italija
- Provansa - regija, Francuska

### Poredak muškarci
28. prosinca 2007.
| Pozicija | Ekipa          | Bodovi |
| -------- | -------------- | ------ |
| 1        | Zanzibar       | 1401   |
| 2        | Laponija       | 1394   |
| 3        | Sjeverni Cipar | 1369   |
| 4        | Gozo           | 1322   |
| 5        | Grenland       | 912    |
| 6        | Oksitanija     | 828    |
| 7        | Monako         | 763    |
| 8        | Tibet          | 741    |
| 9        | Uskršnji otoci | 618    |
| 10       | Romi           | 416    |
| 11       | Južni Maluku   | 415    |
| 12       | Kiribati       | 336    |
| 13       | Južni Kamerun  | 304    |
| 14       | Čečenija       | 243    |
| 15       | Yap            | 115    |

### Poredak žene
28. prosinca 2007.
| Pozicija | Ekipa    | Bodovi |
| -------- | -------- | ------ |
| 1        | Laponija | 1131   |
| 2        | Grenland | 679    |
| 3        | Kiribati | 479    |
| 4        | Zanzibar | 150    |

## Viva World Cup
| Godina | Domaćin    | Pobjednik | Finalist |
| 2006.  | Oksitanija | Laponija  | Monako   |
| 2008.  | Laponija   | Padanija  | Aramejci |

## Vanjske poveznice
- Službena stranica  Arhivirana inačica izvorne stranice od 19. rujna 2017. (Wayback Machine)